# Balázs György (újságíró)
Balázs György (Budapest, 1918. november 27. – Budapest, Terézváros, 1968. november 15.) újságíró, műfordító, költő. 

## Élete
Balázs (Blumenschein) Nándor Nahum (1887–?) magántisztviselő és Reichelesz Róza (1889–1975) varrónő fia. Két évig a Pázmány Péter Tudományegyetem joghallgatója volt. Már fiatal korában az MSZDP tagja lett. 1937-től a Holnap, 1938-tól a párizsi Magyar Szemle munkatársa volt. Az 1930-as évek végén költözött Franciaországba, ahol rendszeresen részt vett a magyar szocialisták „Világosság” csoportjának összejövetelein. Beiratkozott a Párizsi Egyetemre, azonban a második világháború kirobbanása miatt végül önkéntesként a francia hadsereghez csatlakozott. A háború végéig harcolt, járt Európa több országában, Észak-Afrikában és a Közel-Keleten is. 1945 májusában az Alpokban érte őt a háború vége, majd 1945. június 30-án leszerelt. Ismét beiratkozott a Sorbonne jogi fakultására, s ugyanezen év őszén megnősült. A francia fővárosban szeretett volna maradni, ám édesapja eltűnt a háborúban, így hazatért Magyarországra, hogy segítsen egyedül maradt édesanyjának. A háborús évek alatt is jelentek meg írásai, többek között a kairói La Bourse Egyptienne című lapban. 1945 után a Magyar Távirati Irodánál, majd 1958 és 1962 között a Magyar Szemlénél dolgozott. 1963-tól a Demokratikus Ifjúsági Világszövetség (DIVSZ) kiadásában megjelenő Jeunesse du Monde szerkesztője volt. Főképp francia szerzők műveit fordította magyarra.
Első házastársa Maria José Charles volt, akit 1945-ben vett nőül. Második felesége Kiss Éva volt, akivel 1956-ban Budapesten, a Józsefvárosban kötött házasságot.
Hamvait az Új köztemetőben helyezték végső nyugalomra.

## Főbb művei
- Mai francia elbeszélők. Antológia. Válogatta és szerkesztette Justus Pállal. Az utószót Nagy Péter írta. (Dekameron. Budapest, 1959)

### Fordításai
- Heinz Mielke: Út a végtelenbe. Tudományos ismeretterjesztő mű. (Budapest, 1958)
- Vercors: Tehetetlenség. – Azon a napon. Kisregény. (Kétnyelvű kiskönyvtár. Budapest, 1958)
- Jean-Pierre Chabrol: Egy emberrel több. Regény. (Budapest, 1960; Olcsó könyvtár. 2. kiadás: 1962)
- Vercors: A tenger csendje és más elbeszélések. Hegedűs Zoltánnal, Rubin Péterrel. Az utószót Rubin Péter írta. (Budapest, 1960)
- Tropi-komédia. A tenger csendje és más elbeszélések. Hegedűs Zoltánnal, Rubin Péterrel. (A világirodalom remekei. 2. kiadás, 1969)
- Joseph Kessel: Behajózás, irány Gibraltár. (Pokolraszállás. Elbeszélések a második világháborúról. Vál. Bart István. A világirodalom remekei. 6. Budapest, 1975).